# Lapeirousia jacquinii
Lapeirousia jacquinii är en irisväxtart som beskrevs av Nicholas Edward Brown. Lapeirousia jacquinii ingår i släktet Lapeirousia och familjen irisväxter. Inga underarter finns listade i Catalogue of Life.